# Maloočkovití
Maloočkovití (Sparassidae) jsou čeleď dvouplicních pavouků, jež zahrnuje přes 1 500 popsaných druhů. Jde o prakticky celosvětově rozšířené pavouky, s centrem diverzity mezi 40° severní šířky a 40° jižní šířky, v Česku je však původním druhem pouze maloočka smaragdová (Micrommata virescens). Maloočky typicky dosahují středně velkých až velkých rozměrů, průměrná velikost těla činí asi 25 mm. Řadí se mezi ně i jedni z největších pavouků na světě, jako je Heteropoda maxima s rozpětím končetin až 300 mm. Jedinečný je způsob zakloubení nohou, které umožňují nejen pohyb dopředu a dozadu, ale rovněž do stran. Navzdory svému vzezření nejsou maloočky člověku nebezpečné a jejich kousnutí působí jen lokální obtíže.
Maloočky jsou aktivní lovci, schopní přemoci i menší druhy obratlovců. Den tráví v úkrytu, pouštní maloočky si dokonce dokážou vyhrabávat nory v sypkém písku. Na rozdíl od mnoha dalších pavouků žijí maloočkovití v dlouhodobě stabilních párech, některé druhy v početných rodinných societách. Samice během svého života typicky vyprodukuje dva až pět kokonů, které hlídá a v případě potřeby i náruživě brání. Délka dožití je delší než u jiných pavouků, u velkých druhů činí 2 až 2,5 roku, někdy i více.

## Systematika

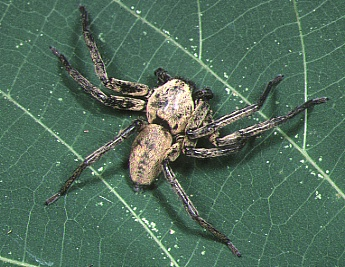
Zástupce rodu Thelcticopis, jenž náleží mezi bazální linii malooček Sparianthinae

Za popisnou autoritu čeledi maloočkovitých, odb. Sparassidae, je pokládán německý přírodovědec Philipp Bertkau (1872). Zhruba až do konce 20. století však bývala tato skupina uváděna také pod vědeckými jmény Heteropodidae Thorell, 1873 a Eusparassidae Järvi, 1912. Maloočkovití představují jednoznačně monofyletický taxon, což potvrzují jak molekulárně-fylogenetické studie, tak přítomnost specifických sdílených odvozených znaků, zejména trojlaločné membrány na metatarzálním článku kráčivých končetin. K říjnu roku 2024 zahrnuje čeleď maloočkovitých celkem 97 popsaných rodů a 1505 popsaných druhů, jejich aktualizovaný přehled poskytuje World Spider Catalog.
Mezi průkopníky vnitřní systematiky malooček patří zejména francouzský přírodovědec Eugène Simon a finský přírodovědec Toivo Henrik Järvi, kteří své systematické práce na toto téma publikovali mezi lety 1897–1914. K roku 2022 existovalo celkem 11 popsaných podčeledí malooček: Chrosiodermatinae, Clastinae, Deleninae, Eusparassinae, Heteropodinae, Palystinae, Polybetinae, Sparassinae, Sparianthinae, Staianinae a Tibellomatinae. Téměř třetina popsaných rodů však nebyla zařazena do žádné formálně popsané podčeledi a některé podčeledi, jako Sparassinae a Eusparassinae, nevykazovaly monofyletismus. Čeleď Sparassidae mohla divergovat před asi 100 miliony lety, za bazální linii se pokládá podčeleď Sparianthinae (zahrnuje mj. rody Neostasina, Stasina či Thelcticopis). Zástupci podčeledi Sparianthinae postrádají v očích unikátní odrazivou vrstvičku s pravidelnou perforací, která umožňuje noční vidění. Odhad molekulárních hodin v rámci starší fylogenetické studie klade původ čeledi Sparassidae až do období před asi 186 miliony lety.
Na základě morfologických analýz bývají maloočky řazeny do kladu dvouplicních pavouků Dionycha, jenž zahrnuje rozmanité zástupce včetně listovníkovitých (Philodromidae) nebo skákavkovitých (Salticidae). Molekulárně-fylogenetické studie tento pohled zavrhují a maloočky staví mimo skupinu Dionycha, jednotlivé hypotézy ohledně pozice malooček na fylogenetickém stromě dvouplicních pavouků se však neshodují. Podle jedné z nich mohou představovat sesterskou skupinu tzv. kladu „marronoid“, jenž zahrnuje např. čeledi cedivkovití (Amaurobiidae), cedivečkovití (Dictynidae), příčnatkovití (Hahniidae) či pokoutníkovití (Agelenidae).

## Popis

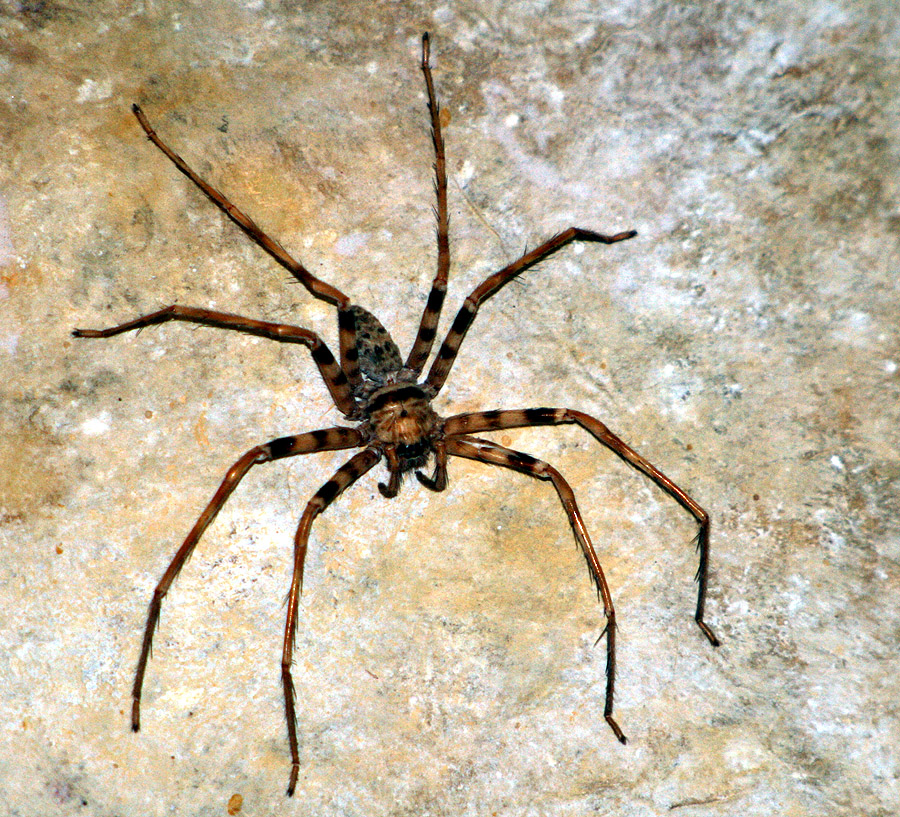
Heteropoda maxima

Většina malooček představuje středně velké až velké pavouky, jenom relativně malé množství druhů zůstává drobných. Průměrná velikost těla zástupců malooček činí asi 25 mm, etablují se mezi nimi i jedni z největších žijících pavouků vůbec. Indočínská maloočka druhu Heteropoda maxima je nejen největším zástupcem této čeledi, ale i největším pavoukem co se rozpětí končetin týče. Její celkový průměr při roztažených končetinách činí až 300 mm, s velikostí těla asi 46 mm. Mohutností však maloočky převyšují velcí sklípkani, jako je sklípkan největší (Theraphosa blondi). Nejmenší maloočky dosahují délky pouhých několika milimetrů, s asi 4,4mm tělem v případě kubánské maloočky Diminutella cortina. Co se týče pohlavního dimorfismu, samice i samci dosahují ve volné přírodě zhruba stejné velikosti, ovšem dospělé samice mívají mohutnější zadeček a kratší končetiny. V případě jediného českého zástupce, maloočky smaragdové (Micrommata virescens), samci dorůstají velikosti max. 10 mm, samice svou velikostí často přesahují 13 mm a bývají robustnější.

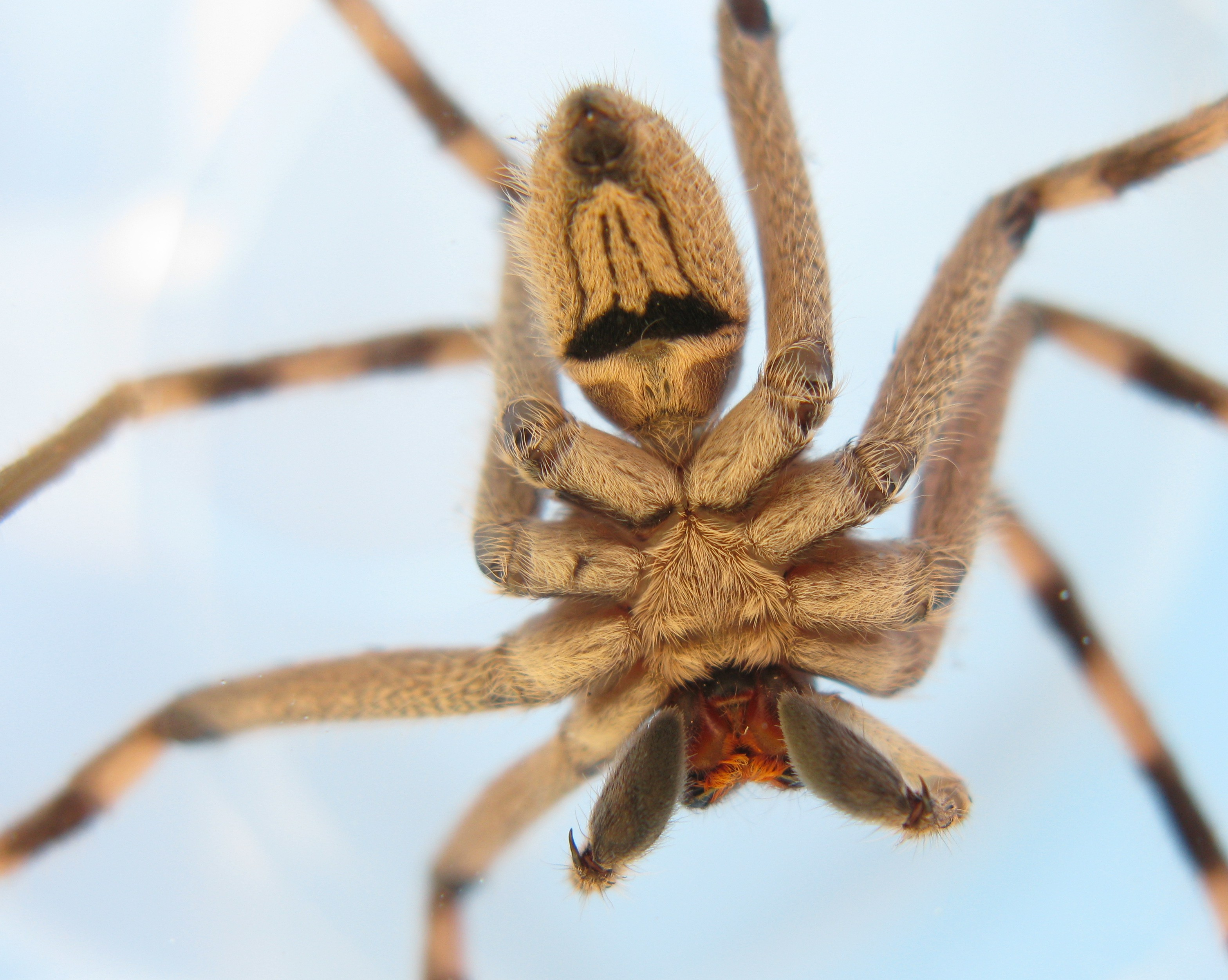
Samec maloočky Palystes superciliosus, spodní pohled

Hřbetní štít hlavohrudi neboli karapax je delší než širší, respektive alespoň stejně široký jako dlouhý, s podlouhlou hřbetní rýžkou neboli foveou. V oblasti očí se hřbetní štít zužuje. Očí je osm, ve dvou řadách po čtyřech. Přední řada očí se prohýbá směrem dopředu, zadní směrem dozadu. V rámci přední řady bývají největší střední oči, například u podčeledi Palystinae však mohou být výraznější vedlejší oči. Oči zadní řady bývají u většiny druhů stejně velké a rovnoměrně rozmístěné (ovšem např. s výjimkou madagaskarského rodu Chrosioderma). Některé jeskynní maloočky oči redukovaly (např. Heteropoda simoneallmannae).
Hrudní štít neboli sternum, jenž kryje hlavohruď z její spodní strany, je delší než širší až téměř kruhový, se zašpičatělou přední částí. Z přední strany na hrudní štít navazuje spodní pysk neboli labium, který u některých pavouků se sternem srůstá, ale u malooček zůstávají oba prvky oddělené. První články makadel neboli gnatokoxy, jež u pavouků spodní pysk obklopují a plní funkci ústních orgánů, jsou na svém předním okraji vybaveny zoubky. Tato tzv. serrula má u malooček tvar podobný hrábím. Gnatokoxy zároveň nesou štětečky adhezivních chloupků, tzv. skopuly. Co se týče poměru gnatokox oproti spodnímu pysku, spodní pysk měří maximálně polovinu délky gnatokoxy. Samičí makadla mají na svém konci hřebenitý drápek. Žlábek klepítek neboli chelicer lemují zoubky, po stranách klepítek vyrůstá lysý hrbolek zvaný kondylus. Výrazně ozubené okraje chelicerového žlábku jsou jedním ze znaků, jež maloočky rozlišuje od zástupců povrchně podobné čeledi listovníkovitých (Philodromidae).

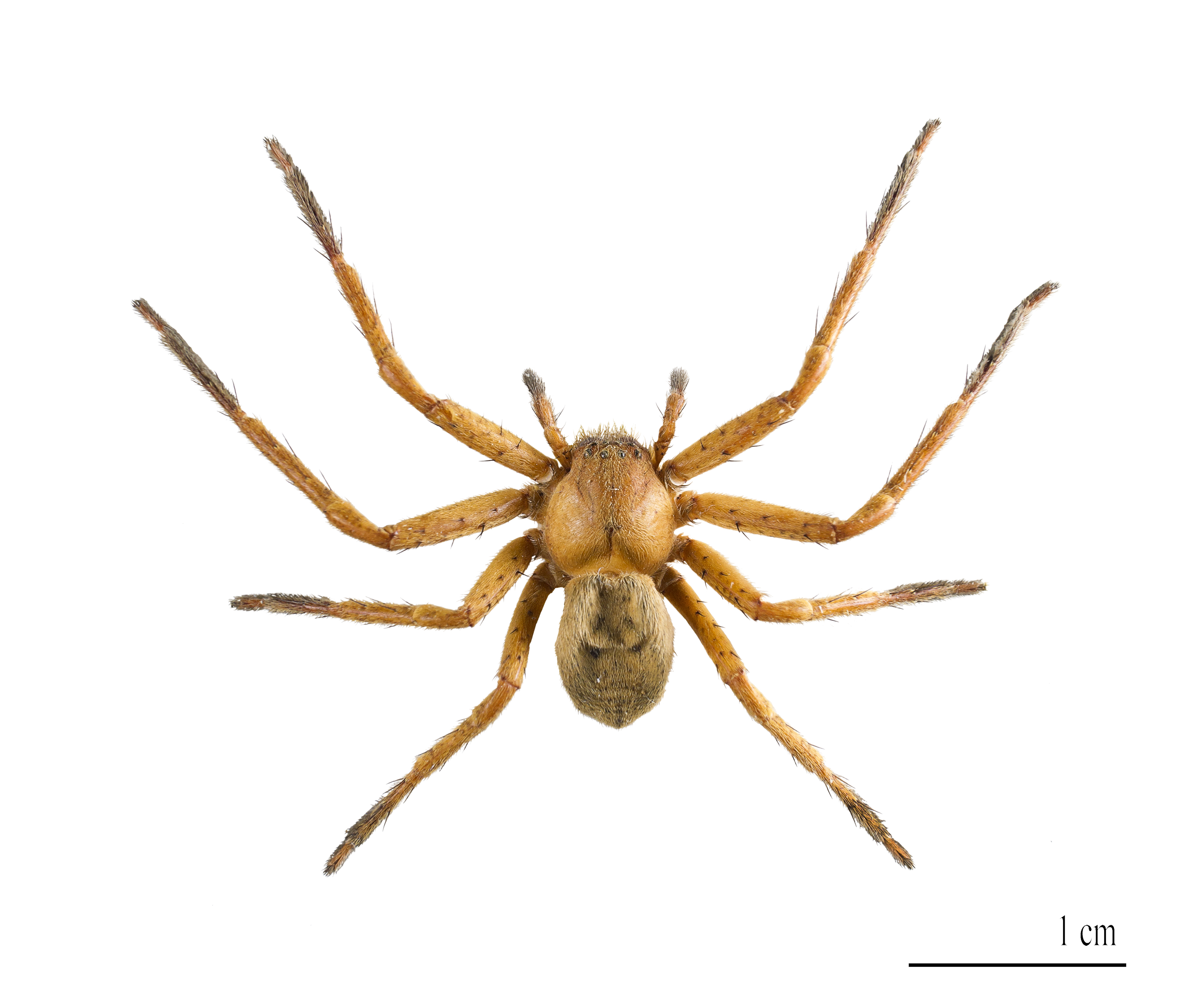
Maloočka Olios argelasius

Zadeček je kulatý až oválný, typicky delší než širší, s výraznou srdeční skvrnou. Kolulus, útvar objevující se na místě u dvouplicních pavouků zaniklých předních středních snovacích bradavek, u maloočkovitých chybí. Maloočky mají často nápadně zploštělé tělo, což je adaptace pro pohyb pod kůrou stromů nebo ve skalních štěrbinách. Příkladem jsou například rody Isopeda, Isopedella, Holconia či Delena. Naopak zástupci rodů Heteropoda či Neosparassus mají tělo vyvýšenější. Jedinečným znakem malooček je stavba jejich končetin, které jsou obecně dlouhé (a vůči sobě zhruba stejně dlouhé) a jejich první tři páry jsou kloubeny tak, že se neohýbají směrem dolů, jako u většiny pavouků, ale šikmo dopředu. Nártní článek každé kráčivé končetiny neboli tarzus má zároveň oproti jiným pavoukům rozšířené možnosti pohybu, a to díky svému připojení k metatarzu pomocí trojlaločné membrány. V praxi tak maloočky svou orientací končetin připomínají spíše kraby. Na kráčivých končetinách, resp. tarzech a metatarzech končetin, se opět objevují přilnavé chloupky (skopuly).
Maloočkovití bývají šedě či hnědě zbarvení pavouci, často s proužky na kráčivých končetinách. Jejich zástupci však mohou mít i relativně výrazné zbarvení, ať už se jedná o pruhovaný či strakatý barevný vzor, anebo pestré a kontrastní barvy, jako je např. zelené či bílé podkladové zbarvení se žlutými či červenými znaky. Hlavohruď i zadeček pokrývají chloupky. V Česku žijící maloočka smaragdová vyniká žlutohnědou hlavohrudí a kráčivými končetinami, žlutý zadeček v jejím případě zdobí červenohnědé či červené podélné pruhy.
Co se týče pohlavních orgánů, maloočky představují tzv. pavouky entelegynní. Spermatéka samic je tudíž napojena na dva kanálky, přičemž kopulační kanálek kryje pohlavní destička zvaná epigyna, v případě malooček sklerotizovaná a obecně nápadná. Každé samčí makadlo, jež slouží jako kopulační orgán, nese výrazný výrůstek, tzv. tibiální apofýzu.

## Výskyt a diverzita

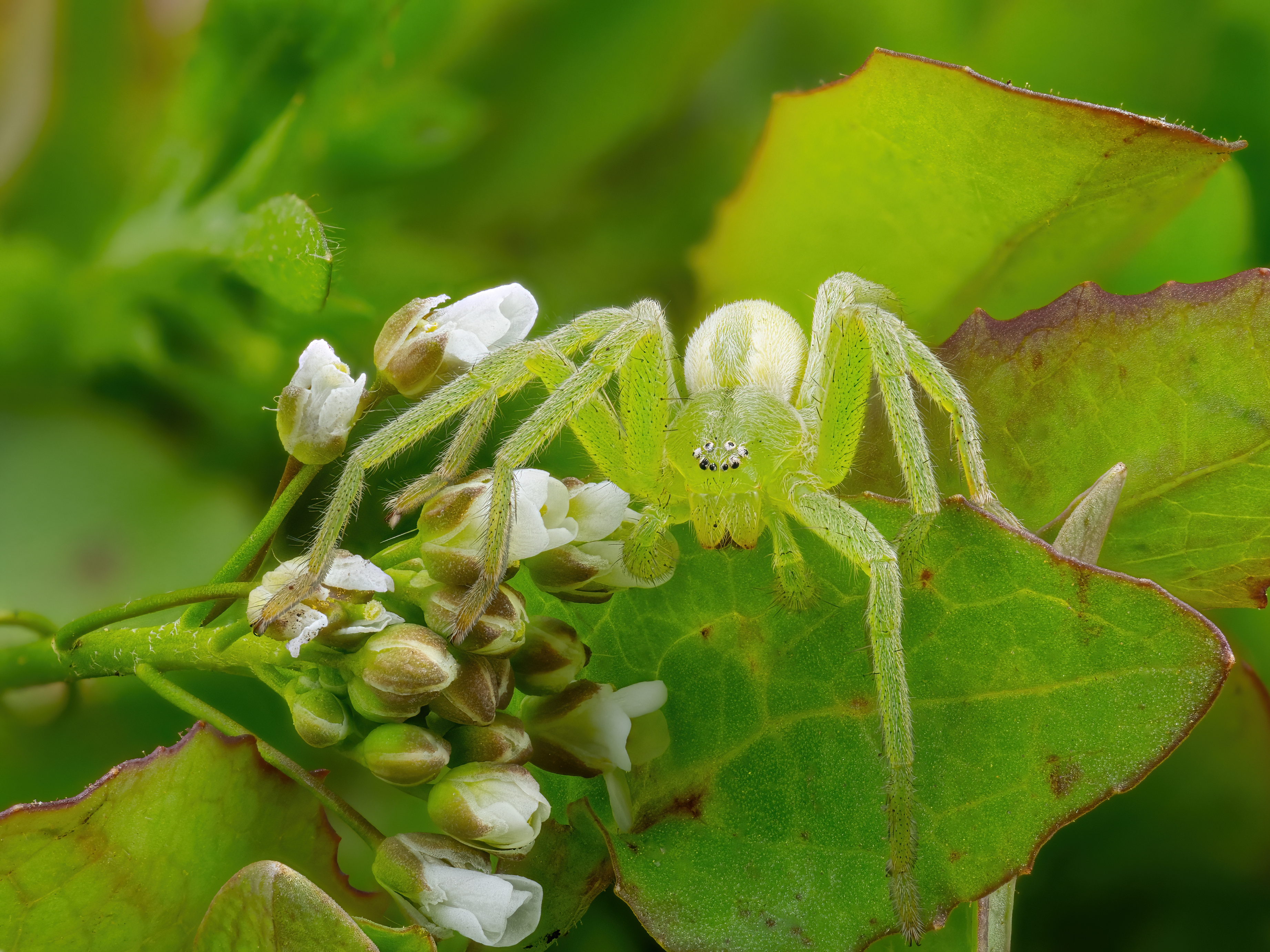
Maloočka smaragdová

Maloočkovití jsou prakticky celosvětově rozšíření pavouci, s centrem diverzity mezi 40° severní šířky a 40° jižní šířky. Maloočky žijící v palearktické oblasti spadají zejména do rodu Micrommata. Sem patří i jediný původní český zástupce, maloočka smaragdová, která se jinak vyskytuje v celé Evropě. V severských oblastech však maloočky scházejí. Některé druhy malooček byly ze svého původního areálu výskytu introdukovány. Příkladem je africký druh Barylestis variatus, nepůvodní v mnohých oblastech Evropy; anebo tropická maloočka lovecká (Heteropoda venatoria), zavlečená téměř po celém světě. Africké maloočky jsou mj. pověstnými „banánovými pavouky“, zavlékanými z tropických regionů prostřednictvím zásilek s banány. S nástupem chemického ošetření a podchlazování plodů jsou však takové případy spíše raritní.
Maloočky se mimo pevninských oblastí vyskytují i na četných ostrovech, a to včetně Malediv (např. Heteropoda atollicola), různých ostrovů Malajského souostroví, Šalomounových ostrovů (např. Heteropoda speciosa), Kanárských ostrovů (např. Olios canariensis) a dalších. Jako zajímavost lze zmínit druh Olios nentwigi z ostrova Krakatau, proslaveného katastrofickou erupcí z roku 1883. Mezi ostrovními maloočkami lze také objevit jediné druhy klasifikované jako novodobě vyhynulé, a sice seychelské maloočky Thomasettia seychellana, Pleorotus braueri a Stipax triangulifer. Mezinárodní svaz ochrany přírody (IUCN) však hodnotí pouze jednotky druhů malooček.
Fosilní záznam malooček sahá až do paleogénu, většina fosilních nálezů pochází z baltského jantaru.

## Chování a ekologie

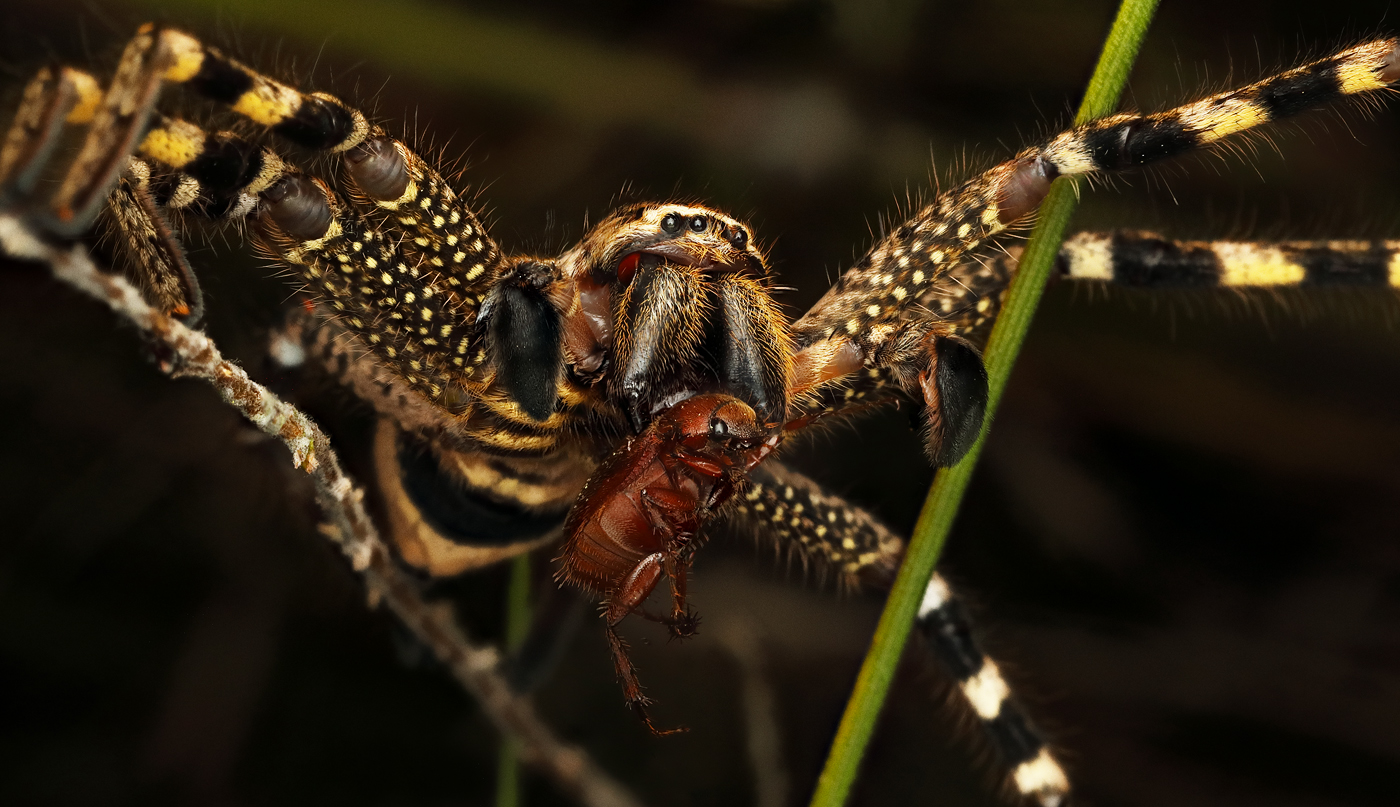
Maloočka Neosparassus calligaster s kořistí

S maloočkami se lze setkat v rozličných prostředích, od vegetace či půdních podmínek až po jeskyně či pouštní písek. Přes den se skrývají v úkrytech, jako je odchlípnutá stromová kůra, listí, prostor pod kameny atp., přičemž zvláště maloočky se zploštělým tělem se často ukrývají do stísněných prostor. Pouštní druhy si hloubí nory v písku. Práce s takto sypkým materiálem však vyžaduje specifické adaptace. Například v případě pouštní maloočky Cebrennus rechenbergi tvoří její klepítka a makadla po přiložení k sobě košíčkovitou strukturu, jež slouží k vynášení písku. Vyhrabaný prostor pavouk postupně zpevňuje skružemi z hedvábí, přičemž asi za dvě hodiny tímto způsobem vyhloubí noru o hloubce 20 cm.
Maloočky jsou noční pavouci, navzdory tomu však v jejich prostorové orientaci hraje významnou roli zrak. Jde o aktivní lovce hmyzu a jiných bezobratlých, navíc představují jednu z asi deseti čeledí pavouků, jejíž zástupci pravidelně loví i menší druhy obratlovců. Při lovu se maloočky spoléhají na svou rychlost a fyzickou sílu. Jde o aktivní lovce nevyužívající pavučiny, kořist také neobalují do hedvábí, pouze drží svými klepítky. Pokud však uloví relativně velkého živočicha, maloočky často předvádějí chování nazývané „vítězný tanec“. Kořist v takovém případě přidržují pomocí klepítek, pohybují se okolo ní a dotýkají se svými snovacími bradavkami podkladu pod sebou. Tak produkují špatně viditelná vlákna, která jim nejspíše usnadňují souboj s kořistí.
Rychlost malooček může být značná. Zejména dva druhy z tropického Queenslandu, Holconia hirsuta a Beregama aurea, patří mezi jedny z nejrychlejších pavouků vůbec, když za jednu sekundu urazí 42, respektive 31násobek délky vlastního těla. Jiné maloočky však mohou být podstatně pomalejší. Například zástupci rodu Neosparassus urazí „pouze“ okolo 16 délek těla za sekundu, což je však stále více než trojnásobek ve srovnání s nejlepšími lidskými sprintery. Díky zmiňovanému jedinečnému kloubení končetin se maloočky mohou efektivně pohybovat dopředu, dozadu i do stran, zatímco adhezivní skopuly na kráčivých končetinách umožňují přichycení na hladkých površích.
Specifické pohybové kreace si osvojily opět pouštní maloočky, v obou případech však v souvislosti s únikovým chováním, nikoli lovem. Namibská maloočka Carparachne aureoflava v případě ohrožení přitiskne končetiny k tělu, převrátí se na bok a skutálí se z vyvýšené duny. Tato strategie má dvě výhody; zaprvé se pavouk pohybuje rychleji, než kdyby běžel (přes 20 otáček/s), zadruhé po sobě v písku zanechává jen málo znatelné stopy, a je tak těžší ho vystopovat. Marocká maloočka Cebrennus rechenbergi se umí pohybovat v dunách pomocí přemetů, a to aktivním způsobem, dokonce i proti gravitaci (z tohoto důvodu poutá pozornost biorobotiky).
Přirozenými nepřáteli dospělých malooček jsou zejména ptáci, gekoni či parazitoidní hrabalky (Pompilidae), které loví pavouky jako „živé konzervy“ pro své potomstvo. Na maloočkách mohou parazitovat i hlístice, vajíčka zase napadají parazitické mouchy a vosy. Bránící se pavouk zvedá tělo a máchá předními končetinami.

### Rozmnožování a socialita

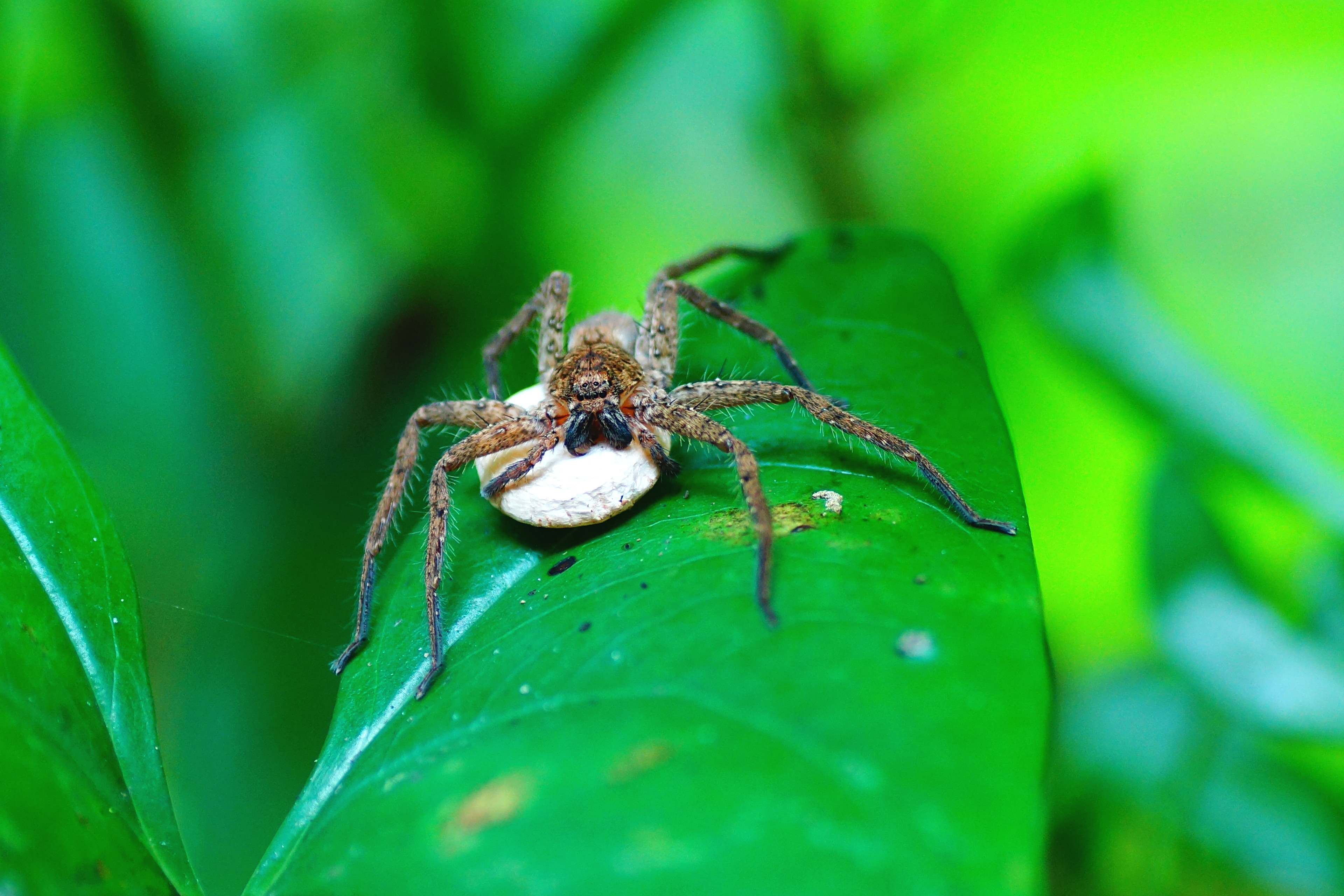
Blíže neurčená maloočka stráží kokon

Maloočky představují relativně dlouhověké pavouky, s celkovou délkou života 2 až 2,5 roku, např. u druhu Beregama aurea pak činí délka dožití až 3,5 roku. Pohlavní dospělosti dosahují větší druhy malooček mezi 10 až 13 měsíci, přičemž samci se mohou rozmnožovat dříve a při podstatně menších velikostech než samice. Zajímavé je, že délka života samce i samice bývá podobná. Pro tuto čeleď tak není typický sexuální kanibalismus, ba maloočky typicky vytvářejí dlouhodobě stabilní páry. Dlouhodobá přítomnost samce, který v případě některých druhů zůstává se samicí a jejím potomstvem i několik týdnů či měsíců, má snad za cíl zabránit samici ve spáření s konkurenčními samci, respektive zvýšit svůj reprodukční úspěch opakovanými kopulacemi s takovou samicí. Někteří samci si dokonce samici uzurpují tím způsobem, že několik dní sedí na její hřbetní části, ovšem v takovém případě k zabití ze strany samice může docházet. Další strategií, kterou samci volí, je vyhledávání nedospělých samic, u nichž je zřejmé, že se ještě s žádným samcem nepářily.
Relativně komplikované může být i námluvní chování. Například u zástupců rodu Isopoda jsou oba členové páru během dvoření v blízkém fyzickém kontaktu, přičemž samec bubnuje svými makadly na kmen stromu. Pavouci obecně využívají dva způsoby produkce zvuků, vyjma zmiňovaného bubnování ještě stridulaci. V případě malooček, konkrétně maloočky lovecké, byl však zaznamenán ještě třetí způsob, a sice vibrace částí těla analogická bzučení hmyzu. Toto chování předvádějí samci malooček loveckých v reakci na samičí feromon. Samotná kopulace může trvat pro pavouky netypicky 1 až 8 hodin, samec při ní střídavě zavádí do samičího kopulačního otvoru svá makadla, jež slouží jako druhotné kopulační orgány.

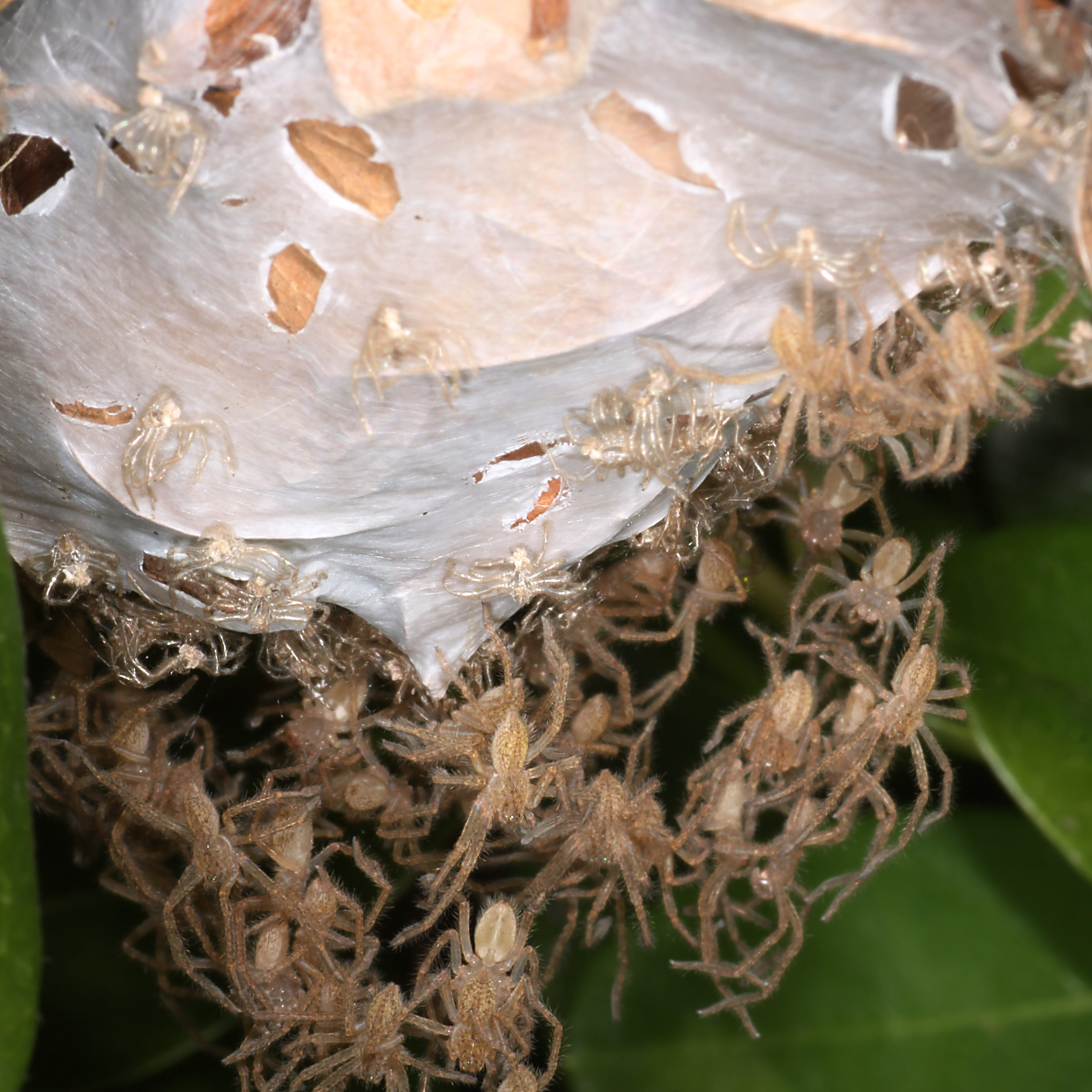
Mladé maloočky Palystes sp.

Samice během života typicky vyprodukuje dva až pět kokonů, v závislosti na druhu dá jeden kokon vzniknout 20 až 400 mláďatům. Kokon je plochý a oválný, tvořený papírovitou blánou z hedvábí. Samice kokon a následně i své potomstvo aktivně hlídá a neváhá se v takovém případě postavit případnému vetřelci. Kokon ukládá buďto pod stromovou kůru či kámen, anebo ho nosí přímo pod tělem (např. maloočka smaragdová jej však zapřádá do komůrky z listí). Celková doba vývoje trvá asi 3 týdny, čas se však liší v závislosti na druhu a ovlivňují jej také klimatické podmínky. Samice během péče o kokon neloví. Mláďata opouštějí kokon během prvního instaru. Samice některých druhů, například u rodu Isopeda, kokon navlhčí a natrhnou, aby svému potomstvu pomohly na svět. Mláďata se ze svého rodiště typicky rozptylují během druhého nebo třetího instaru. S každým svlekem jedinec tmavne. Většina druhů malooček dosáhne dospělosti v desátém instaru.
U některých malooček dochází k opožděnému rozptylu mláďat, která tak se svou matkou žijí v dlouhodobých societách. Toto chování bylo zaznamenáno u čtyř druhů rodu Delena z australské zoogeografické oblasti (Delena cancerides, Delena lapidicola, Delena melanochelis, Delena spenceri), později také u madagaskarského rodu Damastes, v experimentálních podmínkách snad i u rodu Isopedella, jenž je rodu Delena příbuzný. U D. cancerides mladí pavouci žijí samostatně většinou teprve od devátého instaru, anebo až od rané dospělosti. Kolonii tvoří dospělá samice a její různě stará mláďata. Všech pět výše zmíněných sociálních druhů vykazuje opožděný vývoj, kdy se mláďata začínají krmit teprve od druhého instaru. Mezi členy jedné kolonie běžně dochází ke sdílení potravy. Společensky žijící maloočky jsou mezi jinými sociálně žijícími pavouky v několika ohledech výjimečné. Zaprvé, na rozdíl od většiny dalších společensky žijících pavouků si nestaví sítě, které slouží k účinné formě vzájemné komunikace. Zadruhé, na rozdíl od ostatních takových pavouků zjevně rozeznávají příbuzné a nepříbuzné jedince. Mladí jedinci v případě Delena cancerides raději hladovějí, než aby lovili své příbuzné; ovšem k jedincům mimo rodnou kolonii vykazují značnou agresivitu.

## Maloočky a člověk

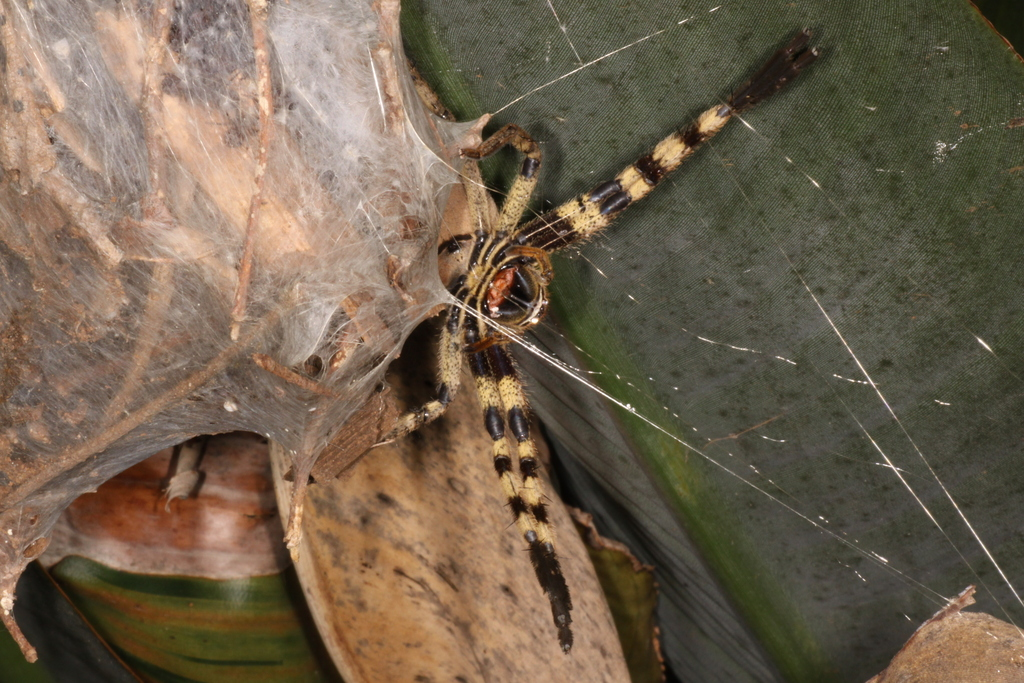
Výhrůžné gesto maloočky Palystes sp.

Velké maloočky platí díky svému vzhledu a chování za strach vzbuzující pavouky. Velikost, dlouhé kráčivé končetiny, chloupky, tmavé zbarvení i rychlost přesahující tempo lidské chůze, to vše jsou rysy, které mohou vyvolat paniku zejména u arachnofobiků. Maloočky se navíc často zdržují v synantropních podmínkách a ukrývají se v lidských obydlích či vozidlech, takže dochází k relativně běžným setkáním s lidmi. Schopnost vtěsnat se do relativně úzkých škvír navíc může vést k překvapivým setkáním. Pozornost si z tohoto ohledu získávají zejména australské druhy. Některé události týkající se malooček se dočkaly i medializace, jako je objev maloočky odnášející myš, přerušení tiskové konference kvůli maloočce a další. Medializovány byly i různé případy zavlečených malooček, dokumentované i v České republice.
Maloočky nebývají agresivní a k přímému útoku se odhodlají spíše vzácně. Zejména samice chránící potomstvo se však nezdráhají útočit. Bolestivá kousnutí mohou zasadit zvláště maloočky rodu Neosparassus. Obecně však kousnutí těmito pavouky není životu nebezpečné. V místě poranění jsou obvykle patrné dva vpichy s roztečí několika milimetrů, někdy pouze jediný vpich. Samotné kousnutí je bolestivé, s následujícím otokem, svěděním a případnou zánětlivou reakcí, nicméně vážnější účinky bývají vzácné. Souhrnná studie z roku 2003 vyhodnotila následky pokousání maloočkami u 168 osob, přičemž v žádném z případů nedošlo k rozvoji nekrózy či alergické reakce. Z výsledků studie vyplývá, že kousnutí provází bolest, někdy silná (27 % případů), jež přetrvává asi 5 minut. Krvácení se objevilo u 35 % případů, otok u 16 %, svědění u 14 % a zarudnutí u 57 %. Pouze u 4 % pacientů kousnutí vyústilo v mírnou nevolnost a bolesti hlavy, možná však v důsledku úleku než účinky jedu.
Maloočky mohou být potenciálně užitečné lovem škodlivého hmyzu, konkrétně např. švábů.

## Přehled platných rodů
Seznam je aktualizovaný k říjnu 2024, rody s česky pojmenovanými zástupci zvýrazněny:
- Adcatomus Karsch, 1880
- Anaptomecus Simon, 1903
- Anchonastus Simon, 1898
- Arandisa Lawrence, 1938
- Barylestis Simon, 1909
- Beregama Hirst, 1990
- Berlandia Lessert, 1921
- Bhutaniella Jäger, 2000
- Borniella Grall & Jäger, 2022
- Caayguara Rheims, 2010
- Carparachne Lawrence, 1962
- Cebrennus Simon, 1880 (maloočka)
- Cerbalus Simon, 1897 (maloočka)
- Chrosioderma Simon, 1897
- Clastes Walckenaer, 1837
- Cuiambuca Rheims, 2023
- Curicaberis Rheims, 2015
- Damastes Simon, 1880
- Decaphora Franganillo, 1931
- Deelemanikara Jäger, 2021
- Defectrix Petrunkevitch, 1925
- Delena Walckenaer, 1837
- Dermochrosia Mello-Leitão, 1940
- Diminutella Rheims & Alayón, 2018
- Eusparassus Simon, 1903 (maloočka)
- Exopalystes Hogg, 1914
- Extraordinarius Rheims, 2019
- Geminia Thorell, 1897
- Gnathopalystes Rainbow, 1899
- Guadana Rheims, 2010
- Heteropoda Latreille, 1804 (maloočka)
- Holconia Thorell, 1877 (maloočka)
- Irileka Hirst, 1998
- Isopeda L. Koch, 1875 (maloočka)
- Isopedella Hirst, 1990
- Keilira Hirst, 1989
- Leucorchestris Lawrence, 1962
- Macrinus Simon, 1887
- Martensikara Jäger, 2021
- Martensopoda Jäger, 2006
- May Jäger & Krehenwinkel, 2015
- Megaloremmius Simon, 1903
- Menarik Grall & Jäger, 2022
- Meri Rheims & Jäger, 2022
- Micrommata Latreille, 1804 (maloočka)
- Micropoda Grall & Jäger, 2022
- Microrchestris Lawrence, 1962
- Nativus Casas & Rheims, 2023
- Neosparassus Hogg, 1903
- Neostasina Rheims & Alayón, 2016
- Nolavia Kammerer, 2006
- Nungara Pinto & Rheims, 2016
- Olios Walckenaer, 1837 (maloočka)
- Orchestrella Lawrence, 1965
- Origes Simon, 1897
- Paenula Simon, 1897
- Palystella Lawrence, 1928
- Palystes L. Koch, 1875
- Panaretella Lawrence, 1937
- Pandercetes L. Koch, 1875 (maloočka)
- Parapalystes Croeser, 1996
- Pediana Simon, 1880
- Platnickopoda Jäger, 2020
- Pleorotus Simon, 1898
- Polybetes Simon, 1897
- Prusias O. Pickard-Cambridge, 1892
- Prychia L. Koch, 1875
- Pseudomicrommata Järvi, 1912
- Pseudopoda Jäger, 2000
- Quemedice Mello-Leitão, 1942
- Remmius Simon, 1897
- Rhacocnemis Simon, 1898
- Rhitymna Simon, 1897
- Sadala Simon, 1880
- Sagellula Strand, 1942
- Sarotesius Pocock, 1898
- Sinopoda Jäger, 1999
- Sivalicus Dyal, 1957
- Sparianthina Banks, 1929
- Sparianthis Simon, 1880
- Spariolenus Simon, 1880
- Staianus Simon, 1889
- Stasina Simon, 1877
- Stasinoides Berland, 1922
- Stipax Simon, 1898
- Strandiellum Kolosváry, 1934
- Thelcticopis Karsch, 1884
- Thomasettia Hirst, 1911
- Thunberga Jäger, 2020
- Tibellomma Simon, 1903
- Tiomaniella Grall & Jäger, 2022
- Tychicus Simon, 1880
- Typostola Simon, 1897
- Uaiuara Rheims, 2013
- Vindullus Simon, 1880
- Yiinthi Davies, 1994
- Zachria L. Koch, 1875